# Oorloghoorspel
Een Oorloghoorspel is een hoorspelgenre waarin sprake is van een oorlog of bezetting.
Hoewel oorlogshoorspelen net als in boeken en films een afzonderlijk genre vormen, worden ze vaak gecombineerd met elementen van andere genres zoals misdaad of spionage.